# 國立英士大學
國立英士大學（英文：National Yingshih University），簡稱「英士大學」、「英大」、NYSU。1938年11月籌建於浙江省麗水縣。其前身是由浙江省政府為「顧及戰時青年求學、培養青年人才」建立的「浙江省立戰時大學」。1939年5月，為紀念陳英士先生改稱「浙江省立英士大學」，並分設工農醫三院於浙江省麗水縣、松陽縣。同年10月26日，學校舉行始業式。
1942年5月，浙贛戰役打響，學校首迁云和縣。同年6月24日，麗水淪陷，學校部分院系轉至泰順縣。同年8月，遷校事務大致完成。1943年3月，再迁泰順縣。
1943年4月，升格為國立大學，成為當時浙江省唯二的國立大學之一。1946年3月，國立英士大学于移址金华縣，并以其为永久校址。

1949年8月25日，中國共產黨完全控制金華後，國立英士大学被中国人民解放军华东军区金华市军事管制委员会解散。

## 辦學歷程

### 創校背景
1937年，杭州淪陷，浙江省立第一師範學校、私立之江大學均被侵華日軍焚毁，國立浙江大學被侵華日軍运走重要图书后，用煤油纵火焚毀。
杭州城內各校亦因而四散：
- 國立浙江大學因而迁往江西省
- 私立之江大學迁往上海市
- 宏道女学迁往上海市
- 浙江省立医药专门学校迁往臨海縣
- 國立杭州藝術專科學校西遷浙江諸暨、江西貴溪、湖南長沙、湖南沅陵，並與南遷的國立北平藝術專科學校合併，更名為國立藝術專科學校

### 浙江省立戰時大學時期
由於城內大學四散，而餘下學校皆停辦，為「顧及戰時青年求學、培養青年人才」，1938年11月，浙江省政府决议创办浙江省立战时大学，設辦事處於浙江麗水。
1939年2月，辦事處正式辦公。

### 浙江省立英士大學時期
1939年5月，浙江省政府決議：「爲紀念革命先烈陳英士先生，將校名改爲浙江省立英士大學。」同時學校分設工農醫三院：
- 麗水縣設工學院，轄农艺、农业经济、畜牧兽医3学系
- 松陽縣設农学院，轄土木工程、机电工程、应用化学3学系
- 浙江省立医药专门学校就地改组为醫學院，轄医学、药学2系。」

此外，还有农学、合作两专修科。
1939年10月26日，學校舉行始業式。
1940年，開办特产专修科，内设茶业专修班。

#### 遷校
1942年5月，浙贛戰役打響，學校首遷云和縣。同年8月，遷校事務大致完成。1943年3月，學校转迁至泰順縣司前鎮，师生多达800余人。由于司前鎮無法容納所有師生，医学院被搬迁至里光村。

### 國立英士大學時期
1942年12月29日，行政院第606次会议決議，「國立東南聯合大學归并國立英士大學，並将其改为国立。國立英士大學工学院划出，独立为国立北洋工学院。」
1943年4月，正式升格为国立大学。
1943年2月19日，教育部調國立復旦大學校长吴南轩任校长，其於當日請辭，5月25日正式辭職，國立英士大學相關工作因而被擱置 。1943年5月12日，行政院会议決議，原國立暨南大學總務長、現國立東南聯合大學統籌委員會設計委員兼文学院院长杜佐周出任校長。6月2日，教育部指令國立東南聯合大學文、理、商三学院并入國立暨南大學，法学院与艺术专修科并入國立英士大學，7月底所有移交工作全部结束。而國立英士大學工学院划出，独立为国立北洋工学院。1943年12月22日，教育部正式委任杜佐周任校長。
1945年6月6日，教育部电令恢复國立英士大學工学院。1945年7月，医学院停办，浙江省立医药专门学校以此基础复校。1945年11月，學校再迁永嘉縣。
1946年3月，學校奉令移址金华縣，借用原有的学校、民房、宗祠、监狱等作校舍：
- 校本部位於天宁寺
- 工学院位於东市街高山头（借用第五监狱监舍）[5]
- 农学院位於古子城府學文廟
- 法学院位於麗澤書院
- 文理学院位於蒋氏宗祠
- 图书馆设在酒坊巷「浙江潮」遗址一帶

由於當時學校爆發「驅杜風潮」，工学院院长周尚暫時代理校长一職。1946年6月，杜佐周辭任校長。
1946年6月，教育部調國立暨南大學校长何炳松任校长，其因病未能赴任，由杨公达继任校长。
1947年10月，教育部正式委任杨公达任校长。1947年4月23日，杨公达辭職，总务长周尚再次代理校长。1947年6月18日，教育部委任汤吉禾继任校长。
1947至1948年間，增设文理学院。
1949年3月，教育部长朱家骅任命教育部总务司长邓传楷为国立英士大学校长。其後，增設醫學院。
1949年8月25日，中國共產黨完全控制金華後，國立英士大學被中国人民解放军华东军区金华市军事管制委员会解散。

1950年，中华人民共和国進行院系調整，國立英士大學遭废校，部分科系并入复旦大学，其余师生大部分转入浙江大学。

## 學校象徵

### 校徽
由於學校資料過少，現已不知此款校徽於何時、由何人設計。
校徽之上乃陈英士橫刀立馬之英姿，寄語廣大英大學子「縱橫馳騁」、「雄立一方」。

### 校訓
國立英士大學校訓由本校第二任校長杜佐周先生擬定
大 剛 中 正

## 院系建設

### 浙江省立英士大學時期
农学院（松陽縣）
- 农艺学系
- 农业经济学系
- 畜牧兽医学系

工學院（麗水縣）
- 土木工程学系
- 机电工程学系
- 应用化学学系

醫學院（原浙江省立医药专门学校-臨海縣）
- 医学系
- 药学系

农学专修科
合作专修科
特产专修科

### 國立英士大學時期
教務處
訓導處
總務處
文理學院
- 政治系
- 经济系
- 中国文学系
- 哲学系
- 外国语文学系
- 史学系
- 数学系
- 物理學系
- 化学系

法学院
- 法律系

农学院
- 农艺学系
- 农业经济学系
- 畜牧兽医学系
- 森林學系

工學院
- 土木工程学系
- 机电工程学系
- 应用化学学系
- 机械工程学系
- 电机工程学系

醫學院
农学专修科
合作专修科
特产专修科
艺术专修科
行政專修科
財政專修科
会计专修科

## 歷任校長

### 浙江省立戰時/英士大學時期
| 任別 | 姓名   | 任期                                      |
| ---- | ------ | ----------------------------------------- |
| 1    | 許紹棣 | 1938年11月 - 1943年（校務委員會主任委員） |

### 國立英士大學時期
| 任別 | 姓名   | 任期                                    |
| ---- | ------ | --------------------------------------- |
| 1    | 吳南軒 | 1943年2月19日－1943年5月25日辭職        |
| 2    | 杜佐周 | 1943年12月22日－1946年3月 1946年6月辭職 |
| 代   | 周尚   | 1946年3月 - 1946年6月                   |
| 3    | 何炳松 | 1946年6月（未到任）                     |
| 代   | 楊公達 | 1946年6月 - 1947年4月10日               |
| 4    | 楊公達 | 1947年4月10日－1947年4月23日辭職        |
| 代   | 湯吉禾 | 1947年6月18日 - 1948年4月3日            |
| 5    | 湯吉禾 | 1948年4月3日 - 1949年3月                |
| 6    | 鄧傳楷 | 1949年3月 - 1949年8月25日               |